# Colonia Villanueva, San Francisco del Mar
Colonia Villanueva är en ort i Mexiko.   Den ligger i kommunen San Francisco Ixhuatán och delstaten Oaxaca, i den sydöstra delen av landet, 600 km sydost om huvudstaden Mexico City. Colonia Villanueva ligger 11 meter över havet och antalet invånare är 211.
Terrängen runt Colonia Villanueva är mycket platt. Runt Colonia Villanueva är det ganska glesbefolkat, med 24 invånare per kvadratkilometer. Omgivningarna runt Colonia Villanueva är en mosaik av jordbruksmark och naturlig växtlighet.